# Codex Boreelianus
Codex Boreelianus (Gregory-Aland no. Fe of 09), is een van de Griekse Bijbelse handschriften. Het dateert uit de 9e eeuw, en is geschreven met hoofdletters (uncialen) op perkament.

## Beschrijving
De gehele Codex Boreelianus bestaat uit 204 bladen (28.5 x 22 cm). Het bevat de vier evangeliën, met grote lacunes in Lucas en kleinere in de andere evangeliën. De tekst is geschreven in twee kolommen van 19 regels per pagina.
De Griekse tekst van de codex is een schoolvoorbeeld van het Byzantijnse teksttype. Kurt Aland plaatste het in Categorie V.

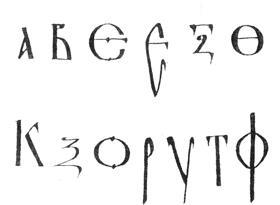
Initialen
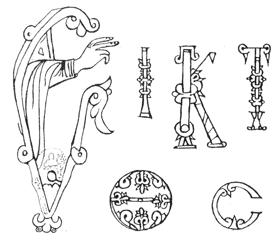
Initialen
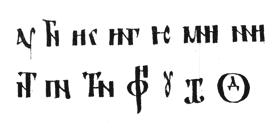
Ligaturen

## Tekstvarianten

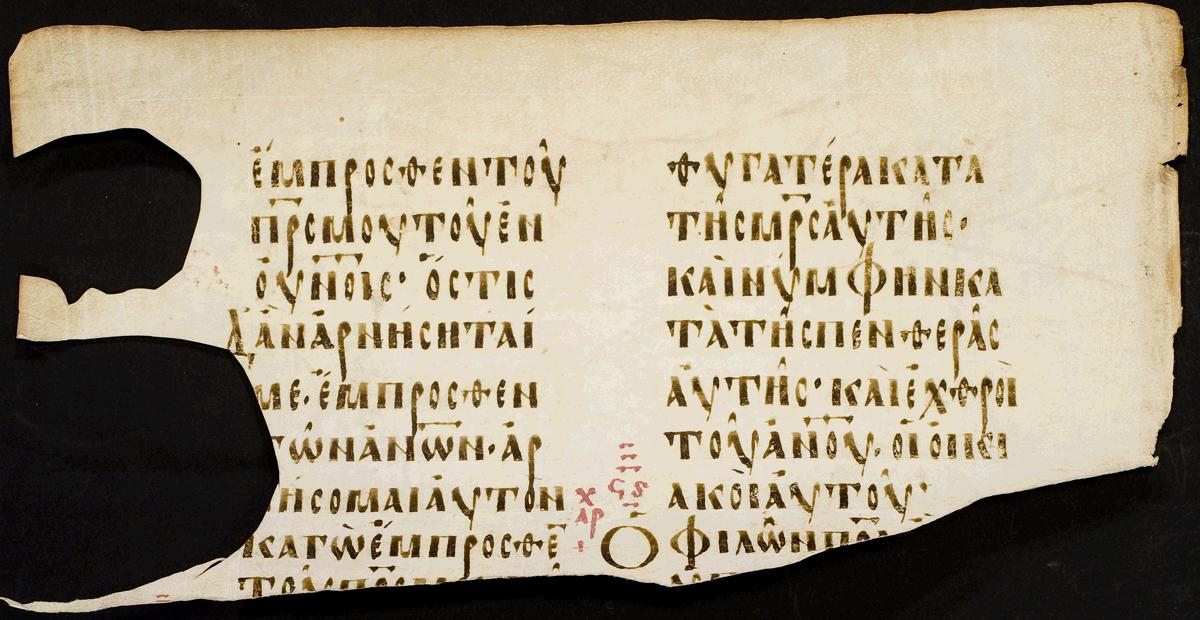
Folio 9 verso

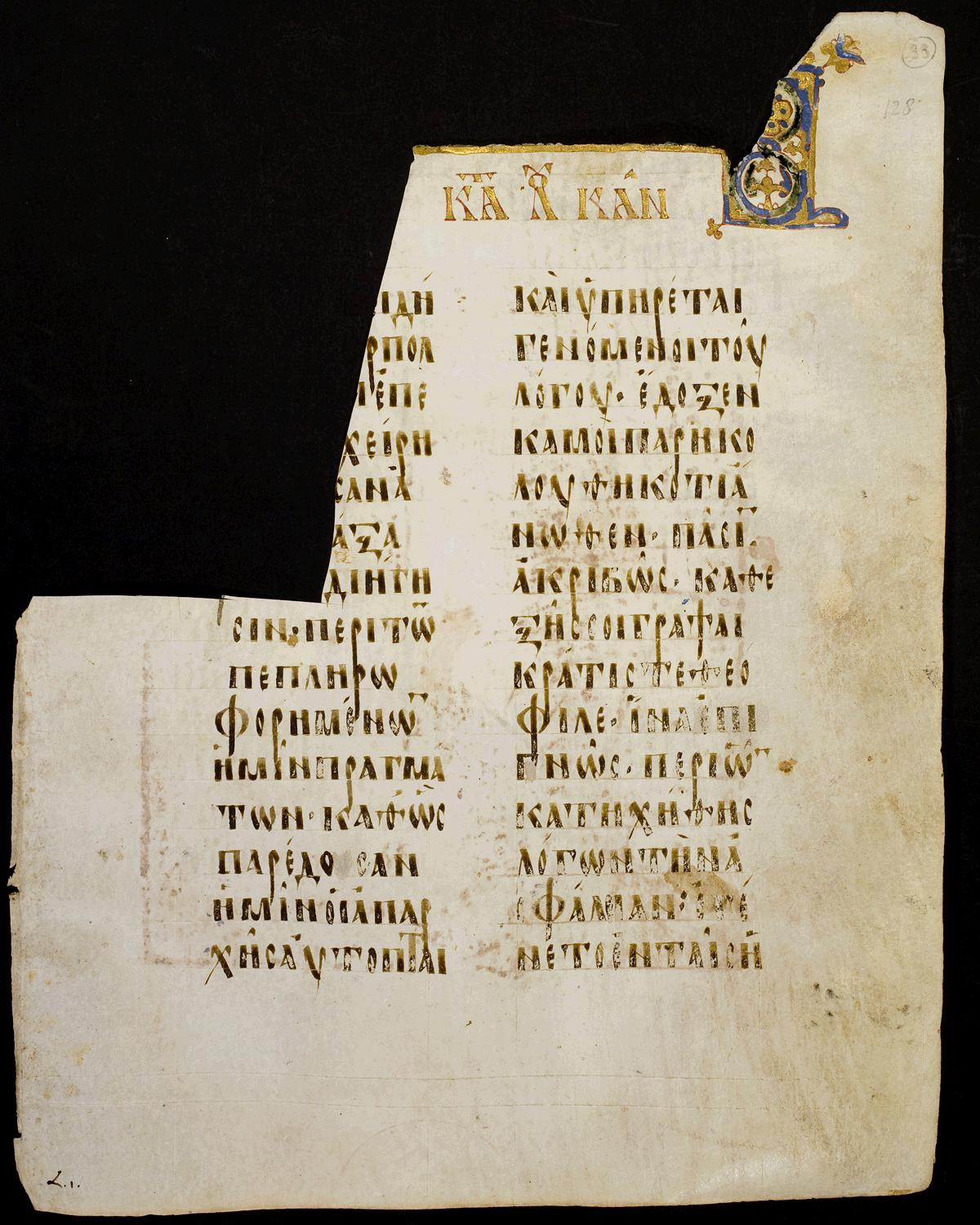
Folio 128 recto, Luc 1

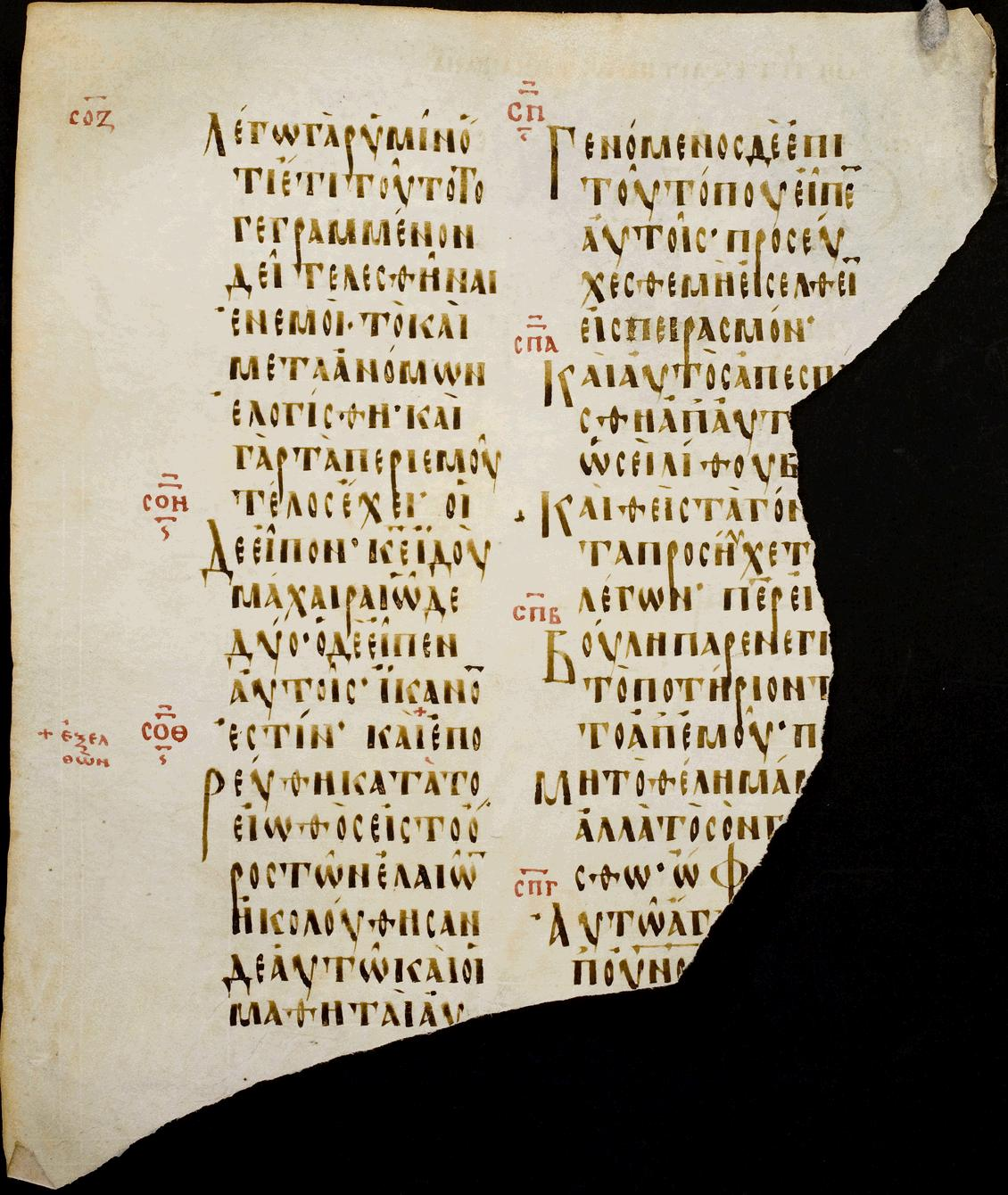
Folio 173 verso

Matteüs 9,1 εμβας ] εμβας ο Ιησους
Matteüs 9,1 ιδιαν ] υδαιαν
Matteüs 9,13 ηλθον ] εληλυθα
Matteüs 9,18 αρχων ελθων ] αρχων προσηλθεν τω Ιησου
Matteüs 9,18 αυτω λεγων ] αυτω λεγω
Matteüs 9,18 οτι η θυγατηρ ] τι η θυγατηρ
Matteüs 10,5 αποστειλας ] απεστειλεν
Matteüs 11,7 εξελθετε ] εξεληλυθατε
Matteüs 11,8 εξελθετε ] εξεληλυθατε
Matteüs 13,43 ακουετω ] —
Matteüs 14,22 τους οχλους ] τον οχλον
Matteüs 14,34 γεννησαρετ ] γενησαρεθ (K L)
Matteüs 15,4 σου ] – (B D E F G S)
Matteüs 16,3 μεν ] —
Matteüs 16,27 την πραξιν ] τα εργα
Matteüs 17,9 απο ] εκ (B C D E F H K L M S)
Matteüs 18,8 σκανδαλιζει ] σκανδαλιζη
Matteüs 21,30 δευτερω ] ετερω (D E F H K)
Matteüs 23,27 — ] τοις ανθρωποις
Matteüs 23,33 πως φυγητε απο της κρισεως της γεεννης ] πως φυγητε της κρισεως της γεεννης
Matteüs 23,25 ακρασιας ] αδικιας (C E F G H K S)
Matteüs 26,26 ευλογησας ] ευχαριστησας (A E F H K M S)
Marc 1,9 ναζαρετ ] ναζαρεθ
Marc 1,16 βαλλοντας ] αμφιβαλλοντας (A B D F G H L S)
Marc 2,9 κραββατον ] κραβαττον
Marc 12,28 εις των γραμματεων ] εις γραμματεων
Johannes 5,44 ανθρωπων ] αλληλων
Johannes 5,46 εμου γαρ ] γαρ εμου
Johannes 6,2 ηκολουθει ] ηκολουθησεν
Johannes 6,5 αγορασομεν ] αγορασωμεν
Johannes 6,10 αναπεσον ] αναπεσαν

## Geschiedenis
De Codex Boreelianus is vernoemd naar Johannes Boreel, de Nederlandse ambassadeur aan het hof van Jacobus I van Engeland, die de codex in bezit heeft gehad. Sinds 1830 bevindt het handschrift zich in de bibliotheek van de Universiteit Utrecht (Univ. Bibl. Hs. 1).